# (12317) Madicampbell
(12317) Madicampbell es un asteroide perteneciente al cinturón de asteroides, descubierto el 24 de abril de 1992 por el Spacewatch desde el Observatorio Nacional de Kitt Peak, en Arizona, Estados Unidos.

## Designación y nombre
Madicampbell se designó inicialmente como 1992 HH1.
Más adelante fue nombrado en honor a Margaret Diane Campbell (n. 1976), estudiante de doctorado en la Universidad de Western Ontario interesada por la astronomía desde niña.

## Características orbitales
Madicampbell orbita a una distancia media del Sol de 2,7899 ua, pudiendo acercarse hasta 2,6125 ua y alejarse hasta 2,9673 ua. Tiene una excentricidad de 0,0635 y una inclinación orbital de 3,7785° grados. Emplea en completar una órbita alrededor del Sol 1702 días.

## Características físicas
Su magnitud absoluta es 13,5. Tiene 13,102 km de diámetro. Su albedo se estima en 0,049. El valor de su periodo de rotación es de 7,264 h.